# Bergallia unica
Bergallia unica är en insektsart som beskrevs av Paul W. Oman 1938. Bergallia unica ingår i släktet Bergallia och familjen dvärgstritar. Inga underarter finns listade i Catalogue of Life.